# Escultura na areia

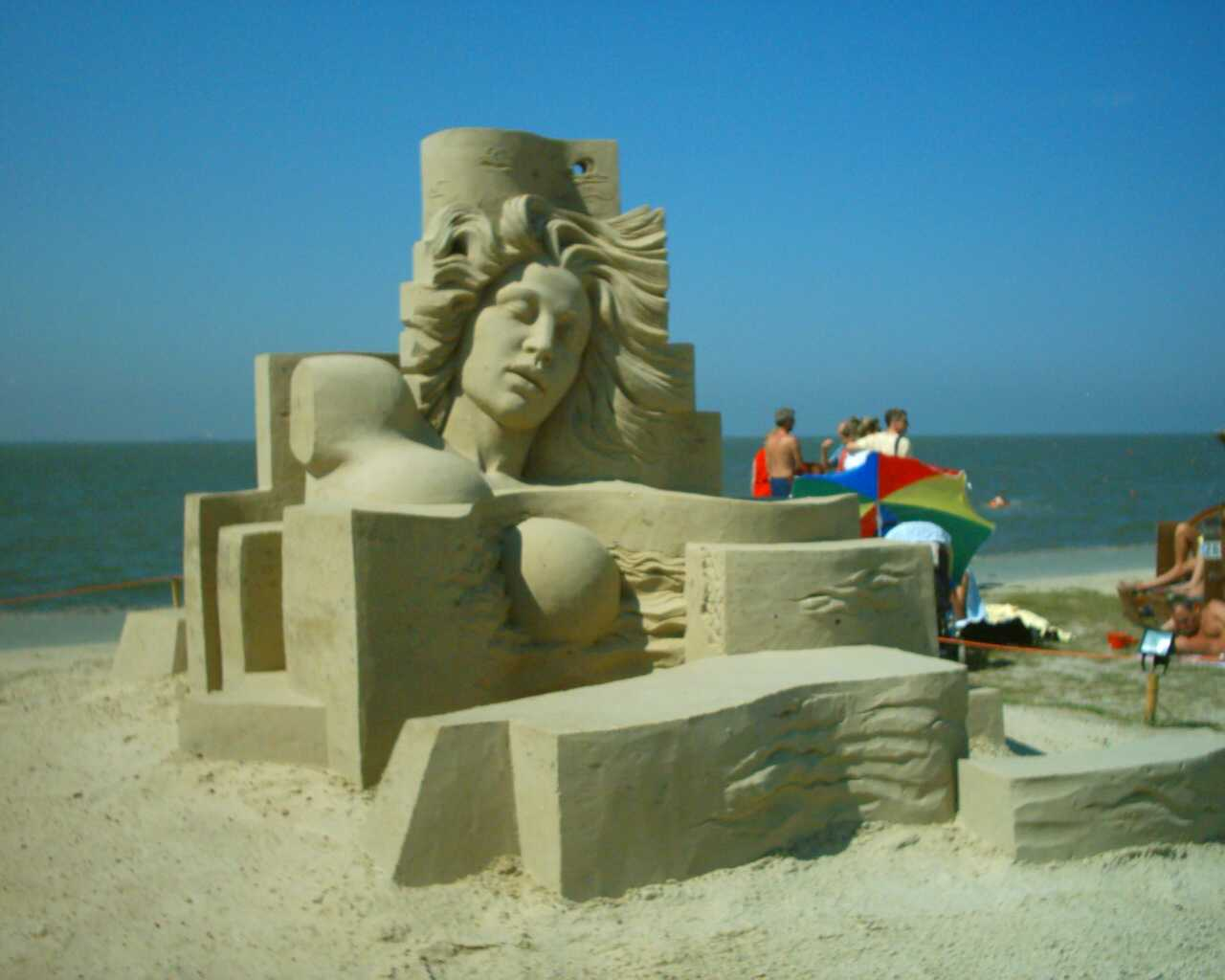
Castelos de areia

Em tempo de praia, construir um castelo na areia é forma das crianças se divertirem e sociabilizarem. Contudo, esta brincadeira torna-se, por vezes, uma paixão, ou uma especialidade dentro do desporto de construções na areia, praticado por diversas pessoas ao redor do globo.
As construções originais fazem-se, geralmente, com a própria areia da praia, constituída por sedimentos de rocha, que é molhada para permitir a fixação de estruturas. Porém, com o fascínio provocado pelas potencialidades deste passatempo, surgiram campeonatos, festivais e mesmo espectáculos de construções, que utilizam já misturas de areia com pequenas quantidades de argila para permitir construções ainda mais audazes.

## Gotejamento

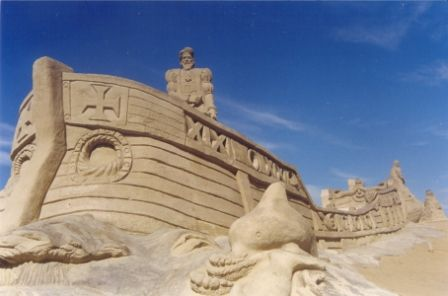
Frente da caravela de Pedro Álvares Cabral

Uma variante do castelo de areia é feito por gotejamento, onde o castelo (ou outras estruturas) são desenvolvidas por pingos de mistura da areia com água, que forma as gotas, e a partir de movimentos com as mãos, pode-se realizar diversas formas. Alguns se referem à técnica como "drible". Quando a suspensão de areia e de água é feita em terrenos de estruturas de areia já existentes, o efeito é denominado Gaudi-esque.

## No Brasil
No Brasil a escultura em areia teve um grande incremento na década de 70 com a novela Mulheres de Areia, e os Concursos Brasileiros de Esculturas em Areia. Estes concursos tinham o patrocínio de Jornais Associados e uma empresa Aérea Internacional.
Eram oferecidos prêmios como por exemplo viagens a Paris e prêmio em dinheiro pelo Governo do Estado de São Paulo[carece de fontes?].
Vários campeões brasileiros foram para França para disputar o campeonato Mundial de Esculturas em Areia.
o precursor desta arte no Brasil foi o artista plástico e professor Pedro Germi, que através da criação da primeira escola oficial de ESCULTURA EM AREIA, promoveu curso por mais de 20 anos nas praias de Santos e São Vicente, ensinando aos interessados como fazer esculturas em areia.
Na década de '90 os concursos Brasileiros não ocorreram e com isto a arte em areia perdeu sua força.
No ano de 2000, o estado de SP retoma sua posição de destaque com  a REALIZAÇÃO DO MAIOR EVENTO DE ESCULTURAS EM AREIA, o "BRASIL 500 ANOS EM ESCULTURAS EM AREIA", diante das comemorações de aniversário dos 500 anos do descobrimento do Brasil .
Um museu de areia com mais de 300 peças esculpidas totalmente em areia foi criado contando a história do Brasil .
Neste evento criado pelo escultor em areia e campeão brasileiro desta modalidade Claudio L. Nogueirol  participam a convite outros grandes escultores em areia premiados e  brasileiros[carece de fontes?].
No decorrer da década de 80 foi criada as primeiras escolas desta arte pelo litoral brasileiro ministradas por alunos e campeões brasileiros e mundiais formados pela PRIMEIRA ESCOLA desta arte fundada pelo mestre Pedro Germi. Hoje a escultura em areia no Brasil tem poucos ainda remanescentes que com grande paixão tentam manter a arte da areia através de oficinas realizadas em algumas cidades ainda somente no verão.[carece de fontes?]

## Em Portugal
- Festival Internacional de Escultura em Areia